# Alfons Sampsted
Alfons Sampsted (ur. 6 kwietnia 1998 w Kópavogur) – islandzki piłkarz występujący na pozycji prawego obrońcy w norweskim klubie FK Bodø/Glimt oraz w reprezentacji Islandii.

## Kariera klubowa

### Breiðablik
W 2014 roku podpisał kontrakt z zespołem Breiðablik. Zadebiutował 2 kwietnia 2015 w meczu Pucharu Ligi Islandzkiej przeciwko Íþróttafélagið Vestri (0:4).

### Þór Akureyri
29 lipca 2015 został wysłany na wypożyczenie do klubu Þór Akureyri. Zadebiutował 29 lipca 2015 w meczu 1. deild przeciwko Íþróttafélagið Vestri (6:1).

### Breiðablik
16 października 2015 powrócił do drużyny z wypożyczenia. W Úrvalsdeild zadebiutował 1 maja 2016 w meczu przeciwko Ungmennafélagið Víkingur (1:2). 30 czerwca 2016 zadebiutował w kwalifikacjach do Ligi Europy UEFA w meczu przeciwko FK Jelgava (2:3).

### IFK Norrköping
14 lutego 2017 przeszedł do zespołu IFK Norrköping. Zadebiutował 19 marca 2017 w meczu Pucharu Szwecji przeciwko IF Brommapojkarna (4:0). W Allsvenskan zadebiutował 16 maja 2017 w meczu przeciwko Kalmar FF (2:0).

### Landskrona BoIS
1 sierpnia 2018 został wysłany na wypożyczenie do klubu Landskrona BoIS. Zadebiutował 10 sierpnia 2018 w meczu Superettan przeciwko Degerfors IF (1:2). Pierwszą bramkę zdobył 30 września 2018 w meczu ligowym przeciwko IK Frej (3:4).

### IF Sylvia
1 stycznia 2019 udał się na wypożyczenie do drużyny IF Sylvia. Zadebiutował 6 kwietnia 2019 w meczu I dywizji przeciwko Karlslunds IF HFK (3:1). Pierwszą bramkę zdobył 30 czerwca 2019 w meczu ligowym przeciwko Bodens BK (4:2).

### Breiðablik
1 sierpnia 2019 został wysłany na wypożyczenie do zespołu Breiðablik. Zadebiutował 7 sierpnia 2019 w meczu Úrvalsdeild przeciwko Knattspyrnufélag Akureyrar (4:0). Pierwszą bramkę zdobył 1 września 2019 w meczu ligowym przeciwko Íþróttafélagið Fylkir (4:3).

### FK Bodø/Glimt
20 lutego 2020 podpisał kontrakt z klubem FK Bodø/Glimt. Zadebiutował 16 czerwca 2020 w meczu Eliteserien przeciwko Viking FK (2:4). W sezonie 2020 jego drużyna zajęła pierwsze miejsce w tabeli i zdobyła mistrzostwo Norwegii. 7 lipca 2021 zadebiutował w kwalifikacjach do Ligi Mistrzów UEFA w meczu przeciwko Legii Warszawa (2:3). 16 września 2021 zadebiutował w fazie grupowej Ligi Konferencji Europy UEFA w meczu przeciwko Zorii Ługańsk (3:1).

## Kariera reprezentacyjna

### Islandia U-17
W 2014 roku otrzymał powołanie do reprezentacji Islandii U-17. Zadebiutował 28 lipca 2014 w meczu towarzyskim przeciwko reprezentacji Anglii U-17 (5:1).

### Islandia U-19
W 2015 roku otrzymał powołanie do reprezentacji Islandii U-19. Zadebiutował 10 listopada 2015 w meczu eliminacji do Mistrzostw Europy U-19 2016 przeciwko reprezentacji Danii U-19 (1:1).

### Islandia U-21
W 2017 roku otrzymał powołanie do reprezentacji Islandii U-21. Zadebiutował 22 marca 2017 w meczu towarzyskim przeciwko reprezentacji Gruzji U-21 (3:1). Pierwszą bramkę zdobył 25 marca 2017 w meczu towarzyskim przeciwko reprezentacji Gruzji U-21 (4:4).

### Islandia
W 2020 roku otrzymał powołanie do reprezentacji Islandii. Zadebiutował 16 stycznia 2020 w meczu towarzyskim przeciwko reprezentacji Kanady (0:1).

## Statystyki

### Klubowe
(aktualne na dzień 21 września 2021)
| Klub                   | Sezon              | Liga               | Liga  | Liga   | Puchar kraju | Puchar kraju | Puchar ligi | Puchar ligi | Europa | Europa | Suma  | Suma   |
| Klub                   | Sezon              | Liga               | Mecze | Bramki | Mecze        | Bramki       | Mecze       | Bramki      | Mecze  | Bramki | Mecze | Bramki |
| ---------------------- | ------------------ | ------------------ | ----- | ------ | ------------ | ------------ | ----------- | ----------- | ------ | ------ | ----- | ------ |
| Breiðablik             | 2015               | Úrvalsdeild        | 0     | 0      | 0            | 0            | 1           | 0           | –      | –      | 1     | 0      |
| Breiðablik             | Ogólnie            | Ogólnie            | 0     | 0      | 0            | 0            | 1           | 0           | 0      | 0      | 1     | 0      |
| Þór Akureyri (wyp.)    | 2015               | 1. deild           | 9     | 0      | 0            | 0            | 0           | 0           | –      | –      | 9     | 0      |
| Þór Akureyri (wyp.)    | Ogólnie            | Ogólnie            | 9     | 0      | 0            | 0            | 0           | 0           | 0      | 0      | 9     | 0      |
| Breiðablik             | 2016               | Úrvalsdeild        | 17    | 0      | 0            | 0            | 6           | 0           | 1      | 0      | 24    | 0      |
| Breiðablik             | Ogólnie            | Ogólnie            | 17    | 0      | 0            | 0            | 6           | 0           | 1      | 0      | 24    | 0      |
| IFK Norrköping         | 2017               | Allsvenskan        | 2     | 0      | 2            | 0            | –           | –           | 1      | 0      | 5     | 0      |
| IFK Norrköping         | Ogólnie            | Ogólnie            | 2     | 0      | 2            | 0            | 0           | 0           | 1      | 0      | 5     | 0      |
| Landskrona BoIS (wyp.) | 2018               | Superettan         | 12    | 1      | 0            | 0            | –           | –           | –      | –      | 12    | 1      |
| Landskrona BoIS (wyp.) | Ogólnie            | Ogólnie            | 12    | 1      | 0            | 0            | 0           | 0           | 0      | 0      | 12    | 1      |
| IF Sylvia (wyp.)       | 2019               | I dywizja          | 16    | 1      | 0            | 0            | –           | –           | –      | –      | 16    | 1      |
| IF Sylvia (wyp.)       | Ogólnie            | Ogólnie            | 16    | 1      | 0            | 0            | 0           | 0           | 0      | 0      | 16    | 1      |
| Breiðablik (wyp.)      | 2019               | Úrvalsdeild        | 8     | 1      | 1            | 0            | 0           | 0           | 0      | 0      | 9     | 1      |
| Breiðablik (wyp.)      | Ogólnie            | Ogólnie            | 8     | 1      | 1            | 0            | 0           | 0           | 0      | 0      | 9     | 1      |
| FK Bodø/Glimt          | 2020               | Eliteserien        | 29    | 0      | 0            | 0            | –           | –           | 3      | 0      | 32    | 0      |
| FK Bodø/Glimt          | 2021               | Eliteserien        | 18    | 0      | 1            | 0            | –           | –           | 9      | 0      | 28    | 0      |
| FK Bodø/Glimt          | Ogólnie            | Ogólnie            | 47    | 0      | 1            | 0            | 0           | 0           | 12     | 0      | 60    | 0      |
| Ogólnie w karierze     | Ogólnie w karierze | Ogólnie w karierze | 111   | 3      | 4            | 0            | 7           | 0           | 14     | 0      | 136   | 3      |

### Reprezentacyjne
(aktualne na dzień 21 września 2021)
| Reprezentacja | Rok     | Mecze | Bramki |
| ------------- | ------- | ----- | ------ |
| Islandia U-17 |         |       |        |
| 2014          | 7       | 0     |        |
| 2015          | 3       | 0     |        |
| Ogólnie       | Ogólnie | 10    | 0      |
| Islandia U-19 |         |       |        |
| 2015          | 3       | 0     |        |
| 2016          | 5       | 0     |        |
| Ogólnie       | Ogólnie | 8     | 0      |
| Islandia U-21 |         |       |        |
| 2017          | 7       | 1     |        |
| 2018          | 9       | 0     |        |
| 2019          | 7       | 0     |        |
| 2020          | 4       | 0     |        |
| Ogólnie       | Ogólnie | 27    | 1      |
| Islandia      |         |       |        |
| 2020          | 2       | 0     |        |
| 2021          | 3       | 0     |        |
| Ogólnie       | Ogólnie | 5     | 0      |

| Mecze i gole w reprezentacji | Mecze i gole w reprezentacji | Mecze i gole w reprezentacji | Mecze i gole w reprezentacji | Mecze i gole w reprezentacji | Mecze i gole w reprezentacji | Mecze i gole w reprezentacji | Mecze i gole w reprezentacji             |
| Islandia U-17                | Islandia U-17                | Islandia U-17                | Islandia U-17                | Islandia U-17                | Islandia U-17                | Islandia U-17                | Islandia U-17                            |
| Lp.                          | Data                         | Miejsce                      | Gospodarz                    | Gość                         | Wynik                        | Gol                          | Rozgrywki                                |
| ---------------------------- | ---------------------------- | ---------------------------- | ---------------------------- | ---------------------------- | ---------------------------- | ---------------------------- | ---------------------------------------- |
| 1.                           | 28.07.2014                   | Kolding                      | Anglia U-17                  | Islandia U-17                | 5:1                          |                              | Mecz towarzyski                          |
| 2.                           | 29.07.2014                   | Kolding                      | Szwecja U-17                 | Islandia U-17                | 1:0                          |                              | Mecz towarzyski                          |
| 3.                           | 31.07.2014                   | Kolding                      | Islandia U-17                | Finlandia U-17               | 0:0                          |                              | Mecz towarzyski                          |
| 4.                           | 02.08.2014                   | Kolding                      | Wyspy Owcze U-17             | Islandia U-17                | 0:2                          |                              | Mecz towarzyski                          |
| 5.                           | 15.10.2014                   | Vadul lui Vodă               | Islandia U-17                | Mołdawia U-17                | 0:0                          |                              | el. ME U-17 2015                         |
| 6.                           | 17.10.2014                   | Orgiejów                     | Islandia U-17                | Armenia U-17                 | 2:0                          |                              | el. ME U-17 2015                         |
| 7.                           | 20.10.2014                   | Kiszyniów                    | Włochy U-17                  | Islandia U-17                | 1:1                          |                              | el. ME U-17 2015                         |
| 8.                           | 21.03.2015                   | Krasnodar                    | Austria U-17                 | Islandia U-17                | 1:0                          |                              | el. ME U-17 2015                         |
| 9.                           | 23.03.2015                   | Krasnodar                    | Islandia U-17                | Rosja U-17                   | 0:4                          |                              | el. ME U-17 2015                         |
| 10.                          | 26.03.2015                   | Krasnodar                    | Walia U-17                   | Islandia U-17                | 1:0                          |                              | el. ME U-17 2015                         |
| Islandia U-19                |                              |                              |                              |                              |                              |                              |                                          |
| Lp.                          | Data                         | Miejsce                      | Gospodarz                    | Gość                         | Wynik                        | Gol                          | Rozgrywki                                |
| 1.                           | 10.11.2015                   | Paola                        | Dania U-19                   | Islandia U-19                | 1:1                          |                              | el. ME U-19 2016                         |
| 2.                           | 12.11.2015                   | Ħamrun                       | Izrael U-19                  | Islandia U-19                | 4:1                          |                              | el. ME U-19 2016                         |
| 3.                           | 15.11.2015                   | Paola                        | Islandia U-19                | Malta U-19                   | 1:0                          |                              | el. ME U-19 2016                         |
| 4.                           | 04.09.2016                   | Newport                      | Walia U-19                   | Islandia U-19                | 1:2                          |                              | Mecz towarzyski                          |
| 5.                           | 06.09.2016                   | Newport                      | Walia U-19                   | Islandia U-19                | 0:0                          |                              | Mecz towarzyski                          |
| 6.                           | 06.10.2016                   | Boryspol                     | Ukraina U-19                 | Islandia U-19                | 2:0                          |                              | el. ME U-19 2017                         |
| 7.                           | 08.10.2016                   | Bucza                        | Turcja U-19                  | Islandia U-19                | 2:1                          |                              | el. ME U-19 2017                         |
| 8.                           | 11.10.2016                   | Bucza                        | Islandia U-19                | Łotwa U-19                   | 2:0                          |                              | el. ME U-19 2017                         |
| Islandia U-21                |                              |                              |                              |                              |                              |                              |                                          |
| Lp.                          | Data                         | Miejsce                      | Gospodarz                    | Gość                         | Wynik                        | Gol                          | Rozgrywki                                |
| 1.                           | 22.03.2017                   | Tbilisi                      | Gruzja U-21                  | Islandia U-21                | 3:1                          |                              | Mecz towarzyski                          |
| 2.                           | 25.03.2017                   | Tbilisi                      | Gruzja U-21                  | Islandia U-21                | 4:4                          | Gol                          | Mecz towarzyski                          |
| 3.                           | 04.09.2017                   | Reykjavík                    | Islandia U-21                | Albania U-21                 | 2:3                          |                              | el. ME U-21 2019                         |
| 4.                           | 05.10.2017                   | Poprad                       | Słowacja U-21                | Islandia U-21                | 0:2                          |                              | el. ME U-21 2019                         |
| 5.                           | 10.10.2017                   | Elbasan                      | Albania U-21                 | Islandia U-21                | 0:0                          |                              | el. ME U-21 2019                         |
| 6.                           | 09.11.2017                   | Murcja                       | Hiszpania U-21               | Islandia U-21                | 1:0                          |                              | el. ME U-21 2019                         |
| 7.                           | 14.11.2017                   | Tallinn                      | Estonia U-21                 | Islandia U-21                | 2:3                          |                              | el. ME U-21 2019                         |
| 8.                           | 22.03.2018                   | Dublin                       | Irlandia U-21                | Islandia U-21                | 3:1                          |                              | Mecz towarzyski                          |
| 9.                           | 26.03.2018                   | Coleraine                    | Irlandia Północna U-21       | Islandia U-21                | 0:0                          |                              | el. ME U-21 2019                         |
| 10.                          | 06.09.2018                   | Kópavogur                    | Islandia U-21                | Estonia U-21                 | 5:2                          |                              | el. ME U-21 2019                         |
| 11.                          | 11.09.2018                   | Reykjavík                    | Islandia U-21                | Słowacja U-21                | 2:3                          |                              | el. ME U-21 2019                         |
| 12.                          | 11.10.2018                   | Reykjavík                    | Islandia U-21                | Irlandia Północna U-21       | 0:1                          |                              | el. ME U-21 2019                         |
| 13.                          | 16.10.2018                   | Reykjavík                    | Islandia U-21                | Hiszpania U-21               | 2:7                          |                              | el. ME U-21 2019                         |
| 14.                          | 15.11.2018                   | Chongqing                    | Meksyk U-21                  | Islandia U-21                | 2:0                          |                              | Mecz towarzyski                          |
| 15.                          | 17.11.2018                   | Chongqing                    | Chiny U-21                   | Islandia U-21                | 1:1                          |                              | Mecz towarzyski                          |
| 16.                          | 19.11.2018                   | Chongqing                    | Islandia U-21                | Tajlandia U-21               | 1:1                          |                              | Mecz towarzyski                          |
| 17.                          | 22.03.2019                   | Murcja                       | Czechy U-21                  | Islandia U-21                | 1:1                          |                              | Mecz towarzyski                          |
| 18.                          | 07.06.2019                   | Horsens                      | Dania U-21                   | Islandia U-21                | 1:2                          |                              | Mecz towarzyski                          |
| 19.                          | 06.09.2019                   | Reykjavík                    | Islandia U-21                | Luksemburg U-21              | 3:0                          |                              | el. ME U-21 2021                         |
| 20.                          | 09.09.2019                   | Reykjavík                    | Islandia U-21                | Armenia U-21                 | 6:1                          |                              | el. ME U-21 2021                         |
| 21.                          | 12.10.2019                   | Helsingborg                  | Szwecja U-21                 | Islandia U-21                | 5:0                          |                              | el. ME U-21 2021                         |
| 22.                          | 15.10.2019                   | Reykjavík                    | Islandia U-21                | Irlandia U-21                | 1:0                          |                              | el. ME U-21 2021                         |
| 23.                          | 16.11.2019                   | Ferrara                      | Włochy U-21                  | Islandia U-21                | 3:0                          |                              | el. ME U-21 2021                         |
| 24.                          | 04.09.2020                   | Reykjavík                    | Islandia U-21                | Szwecja U-21                 | 1:0                          |                              | el. ME U-21 2021                         |
| 25.                          | 13.10.2020                   | Esch-sur-Alzette             | Luksemburg U-21              | Islandia U-21                | 0:2                          |                              | el. ME U-21 2021                         |
| 26.                          | 12.11.2020                   | Reykjavík                    | Islandia U-21                | Włochy U-21                  | 1:2                          |                              | el. ME U-21 2021                         |
| 27.                          | 15.11.2020                   | Dublin                       | Irlandia U-21                | Islandia U-21                | 1:2                          |                              | el. ME U-21 2021                         |
| Islandia                     |                              |                              |                              |                              |                              |                              |                                          |
| Lp.                          | Data                         | Miejsce                      | Gospodarz                    | Gość                         | Wynik                        | Gol                          | Rozgrywki                                |
| 1.                           | 16.01.2020                   | Irvine                       | Kanada                       | Islandia                     | 0:1                          |                              | Mecz towarzyski                          |
| 2.                           | 19.01.2020                   | Carson                       | Salwador                     | Islandia                     | 0:1                          |                              | Mecz towarzyski (nieuznawany przez FIFA) |
| 3.                           | 25.03.2021                   | Duisburg                     | Niemcy                       | Islandia                     | 3:0                          |                              | el. MŚ 2022                              |
| 4.                           | 04.06.2021                   | Thorshavn                    | Wyspy Owcze                  | Islandia                     | 0:1                          |                              | Mecz towarzyski                          |
| 5.                           | 08.06.2021                   | Poznań                       | Polska                       | Islandia                     | 2:2                          |                              | Mecz towarzyski                          |

## Sukcesy

### Breiðablik
- Wicemistrzostwo Islandii (1×): 2019

### FK Bodø/Glimt
- Mistrzostwo Norwegii (1×): 2020